# Bruno Meyer-Plath
Bruno Otto Wilhelm Ernst Meyer-Plath (* 26. September 1902 in Krönnevitz bei Stralsund; † 12. Oktober 1987 in Hannover) war ein deutscher Bauforscher.

## Leben
Bruno Meyer besuchte die Oberrealschule in Stralsund und studierte anschließend von 1926 bis 1930 Architektur an den Technischen Hochschulen in Berlin und Danzig, das Diplom erwarb er 1931 in Danzig. 1931 bis 1934 war er für das Deutsche Archäologische Institut in Istanbul tätig und bearbeitete mit Alfons Maria Schneider die Landmauer von Konstantinopel. Ferner nahm er an der Ausgrabung in Larisa am Hermos teil. Von 1934 bis 1938 war er Assistent am Lehrstuhl für Baugeschichte und Formenlehre der TH Danzig bei Fritz Krischen und wurde dort 1936 zum Dr.-Ing. promoviert. 1938 begann er mit Krischen die Bauaufnahme der Porta Nigra in Trier. 1939 nahm er den Familiennamen Meyer-Plath an. Von April bis Oktober 1939 war er als Grabungsleiter in Carnuntum tätig, danach im Kriegsdienst. 1947 wurde er Assistent am Lehrstuhl für Bau- und Kunstgeschichte der TH Hannover bei Uvo Hölscher und wurde dort 1951 habilitiert. Ab 1961 lehrte er als außerplanmäßiger Professor für Formenlehre der Baugeschichte, Bauaufnahme und Projektionslehr, 1966 wurde er zum wissenschaftlichen Rat und Professor ernannt, 1967 pensioniert.

## Schriften (Auswahl)
- mit Alfons Maria Schneider: Die Landmauer von Konstantinopel. Band 2. Aufnahme, Beschreibung und Geschichte (= Denkmäler antiker Architektur Band 8). De Gruyter, Berlin 1943.
- Die Porta nigra in Trier (= Führungsblätter des Rheinischen Landesmuseums Trier NF 1). Rheinisches Landesmuseum, Trier 1958.
- Die Architektur der Porta Nigra. In: Erich Gose (Hrsg.): Die Porta Nigra in Trier. Berlin 1969, S. 71–86.